# 山本紘之 (水球)
山本 紘之（やまもと ひろゆき、1977年2月8日（48歳） - ）は、日本の水球選手・指導者、実業家。
2023年現在、UNITED・ウォーターポロクラブの代表を務めている。身長181cm。主なポジションはフローター、フローターバック。右利き。

## 略歴
東京都生まれ。3歳から競泳を始め、高校より水球に転向。

## 主な所属チーム
- 桐朋高等学校
- 一橋大学
- UNITED・ウォーターポロクラブ [2]
- George Bench
- 三建・30CLUB
- トヨタ水球クラブ

## 主な実績
- アジアパシフィックウォーターポロトーナメント 3位（06）
- 社会人水球選手権 優勝（06、07、15）
- 和歌山県水球選手権 優勝（10）
- 日本実業団水球大会 優勝（15）